# وكالة الاتحاد الأوروبي للإدارة التشغيلية لأنظمة تكنولوجيا المعلومات واسعة النطاق في مجال الحرية والأمن والعدالة
وكالة الاتحاد الأوروبي للإدارة التشغيلية لأنظمة تكنولوجيا المعلومات واسعة النطاق في مجال الحرية والأمن والعدالة (بالإنجليزية: European Union Agency for the Operational Management of Large-Scale IT Systems in the Area of Freedom, Security and Justice)‏ المعروفة اختصاراً بـ ليزا (بالإنجليزية: eu-LISA)‏هي وكالة تابعة للاتحاد الأوروبي تم تأسيسها في عام 2011 لضمان التشغيل المستمر لنظم تكنولوجيا المعلومات الكبيرة في منطقة الحرية والأمن والعدالة والتي تلعب دورًا أساسيًا في تنفيذ سياسات اللجوء وإدارة الحدود والهجرة في الاتحاد الأوروبي. بدأت أنشطتها التشغيلية في 1 ديسمبر 2012. دخل تنظيم التأسيس الحالي حيز التنفيذ في 11 ديسمبر 2018، حيث ألغت التنظيم السابق ووسع ولاية الوكالة. يعزز التفويض الجديد قدرة الوكالة على تحسين وتصميم وتطوير نظم المعلومات للأمن الأوروبي وإدارة الحدود والهجرة، ويوسع نطاق عمل الوكالة في البحث والابتكار والاختبار وإمكانية دعم تطوير المشاريع التجريبية و براهين المفهوم.
يقع المقر الرئيسي لللوكالة في تالين عاصمة إستونيا، بينما يقع مركزها التشغيلي في ستراسبورغ بفرنسا. بالإضافة إلى ذلك، لدى الوكالة أيضًا موقع نسخ احتياطي تقني في سانت جوهان إم بونجاو ‏ في النمسا ومكتب اتصال في بروكسل في بلجيكا.

## مجلس الإدارة
يشرف مجلس الإدارة المكون من الدول الأعضاء في الاتحاد الأوروبي والمفوضية الأوروبية على أنشطة الوكالة. كما تم منح صفة مراقب في مجلس الإدارة لكل من سويسرا وآيسلندا والنرويج وليختنشتاين، بالإضافة إلى ممثلي يوروجست ويوروبول وفرونتكس.

## انظر ايضا
- وكالات الاتحاد الأوروبي
- وكالة الاتحاد الأوروبي للجوء
- الوكالة الأوروبية لحرس الحدود والسواحل
- يوروجست
- يوروبول
- نظام معلومات شنغن